# Гуго II (герцог Бургундії)
Гуго II Мирний (фр. Hugues II Pacifique; 1084  —1143) — герцог Бургундії у 1103—1143 роках.

## Біографія
Походив з династії Капетингів. Син Еда I Борреля, герцога Бургундії, та Сибілли (доньки Вільгельма I, фрайграфа Бургундії). Виховувався Домом Жарентомом, абатом Сен-Беніньє в Діжоні, що вважався однією з освічених осіб свого часу.
У 1100 році батько перед походом до Палестини оголосив Гуго намісником та спадкоємцем герцогства. Правив до 1103 році, коли отримав звістку про смерть Еда I. Після цього Гуго II оголошено новим володарем Буругундії.
У 1109 році на чолі війська рушив на допомогу Людовику VI Товстому, королю Франції, який воював з Генріхом II, королем Англії. Війна тривала до 1113 року, коли королі замирилися. В подальшому Гуго II постійно підтримував короля Франції. У 1115 році одружився з донькою сеньйора Маєна. 
У 1116—1119 роках надав допомогу Людовику VI у новій війні з Англією.
У 1124 році Генріх I вступив у союз з Генріхом V, імператором Священної Римської імперії, який вдерся до Шампані, підійшовши до Реймса, де він зупинився, завдяки війську, в якому також перебували загони Гуго II. Генріх V був змушений повернутися до Німеччини.
З 1124 року не втручався у збройні конфлікти, більше часу приділяв справам піднесення Бургундії. За це дістав своє прізвисько. Багато надавав пожертвувань бургундським абатствам. Він помер на початку лютого 1143 року, герцогство успадкував старший син Ед. Гуго II поховано в абатстві Шато.

## Родина
Дружина — Феліція-Матильда, донька Готьє, сеньйора Майєн.
Діти:
- Ангеліна (1116—1163/1167), дружина Гуго I, графа Водемона
- Клеменція (1117-д/н), дружина Готфрида III, сеньйора Донці
- Ед (1118—1162), герцог Бургундії у 1143—1162 роках
- Готьє (д/н-1080), архієпископ Безансону з 1120 року
- Гуго (1121—1171)
- Роберт (1122—1140), граф Отена
- Генріх (1124—1170), сеньйор Флавіньї
- Раймунд (1125—1156), граф Грінон
- Сибілла (1126—1150), дружина Рожера II, короля Сицилії
- Дульса (1128-д/н), дружина Раймунда де Грансі
- Матильда (1130—1159), дружина Вільгельма VII, сеньйора Монпельє
- Аренбурге (1128-д/н), черниця